# Проглас
«Прогла́с» (ст.‑слав. Ⱂⱃⱁⰳⰾⰰⱄⱏ) — первое славянское письменное поэтическое сочинение, приписываемое святому Кириллу, одному из создателей славянской азбуки.

## История и описание
Создано в Великой Моравии в IX веке. Кириллу и Мефодию пришлось основывать и защищать славянскую книжность, что и демонстрирует «Проглас». В нём Кирилл восхваляет славянскую письменность и считает её проявлением божественного начала, так как она помогла славянам отойти от язычества и превратила в цивилизованный народ. Книги, написанные на славянском языке, несут божественную мудрость и потому, пишет Кирилл, помогают бороться с дьявольскими искушениями. Таким образом, с самых ранних этапов развития славянской литературы книга рассматривалась как нечто сакральное, божественное. Считалось, что общение с книгой и учение приносят человеку огромную пользу.

## Текст и переводы
- Текст «Прогласа» (глаголица)
- Текст «Прогласа» (кириллица)
- Текст «Прогласа» (церковнославянский)
- Текст «Прогласа» в современной транслитерации
- Перевод на английский и словацкий
- Перевод на нитранский говор словацкого языка
- Перевод на чешский
- Перевод на болгарский
- Перевод на межславянский